# Dewaraha Baba
Dewaraha Baba, ang. Devraha Baba, też Dewarahawa Baba (zm. 1990) – hinduistyczny asceta z północnych Indii, święty i guru tradycji awatara Ramaćandry. Przypisuje mu się długowieczność, wielu jego wielbicieli podaje, iż osiągnął wiek 250 lat. Udokumentowano co najmniej kilka przypadków jego mistycznych umiejętności siddhi i dokonanych uzdrowień.

## Młodość
Dźanardan (to jego cywilne imię) urodził się w dystrykcie Bastri w stanie Uttar Pradesh w Indiach (według sceptyków jego długowieczności w 1920 roku). Był religijnym dzieckiem. W wieku szesnastu lat rozpoczął naukę w Waranasi. Tam poznał sannjasina o imieniu Nirandźan Deo Saraswati, z którym po zakończeniu nauki w 1930 roku udał się do Haridwaru i Deoria jako swoim guru. Odwiedzając Haridwar ponownie, podczas święta kumbhamela spotkał swojego ojca, z którym podjął podróż do domu. Ojciec jednak niespodziewanie zmarł w Ajodhja, miejscu narodzin awatara Ramy. Po kremacji powrócił do rodzinnej wioski i porzucił ścieżkę ascezy.

## Droga duchowa
Wkrótce los sprawił, że wznowił duchowe poszukiwania pod imieniem Dewaraha Baba (Ojciec z lasu Dewara). Jako asceta powrócił do Haridwaru i rozpoczął tam naukę tantry, filozofii indyjskiej oraz hathajogi i radźajogi. Ponownie powróciwszy w rodzinnych stronach założył pustelnię, jednak często wyjeżdżał.

## Odejście
Pielgrzymował do świętych miejsc hinduizmu (Varanasi, Mathura, Haridwar), gdzie gromadziły się wokół niego tłumy wielbicieli, również wysoko postawionych, zabiegając o błogosławieństwo. Odszedł w mahasamadhi 21 stycznia 1990 roku we Vrindavanie (blisko Mathury).